# Синан-бег Бољанић
Синан-бег Бољанић (по надимку, Кара Синан-бег) брат је Хусеин-паше Бољанића родом из села Бољанића, код пазара (трга) Пљеваља (тур. Таслиџа – каменита бања). Поријеклом је из познате породице (родоначелник, Бајрам-ага, са мањим посједом, тимаром) у Бољанићима. Био је ожењен сестром Мехмед-паше Соколовића.

## Звања
Санџак-бег босански је 1582. године и први намјесник Херцеговачког санџака, на које мјесто је постављан више пута.

## Задужбине
Синан-бег Бољанић је био познат као добротвор, нарочито по вакуфима у Прибоју и Чајничу, гдје је подигао џамију, медресу, мектеб, имарет, текију мусафирханом, караван-сарај, 22 дућана и више радионица. Подигао је џамије у Невесињу, Сопоту и Церници